# Oskar Barnack

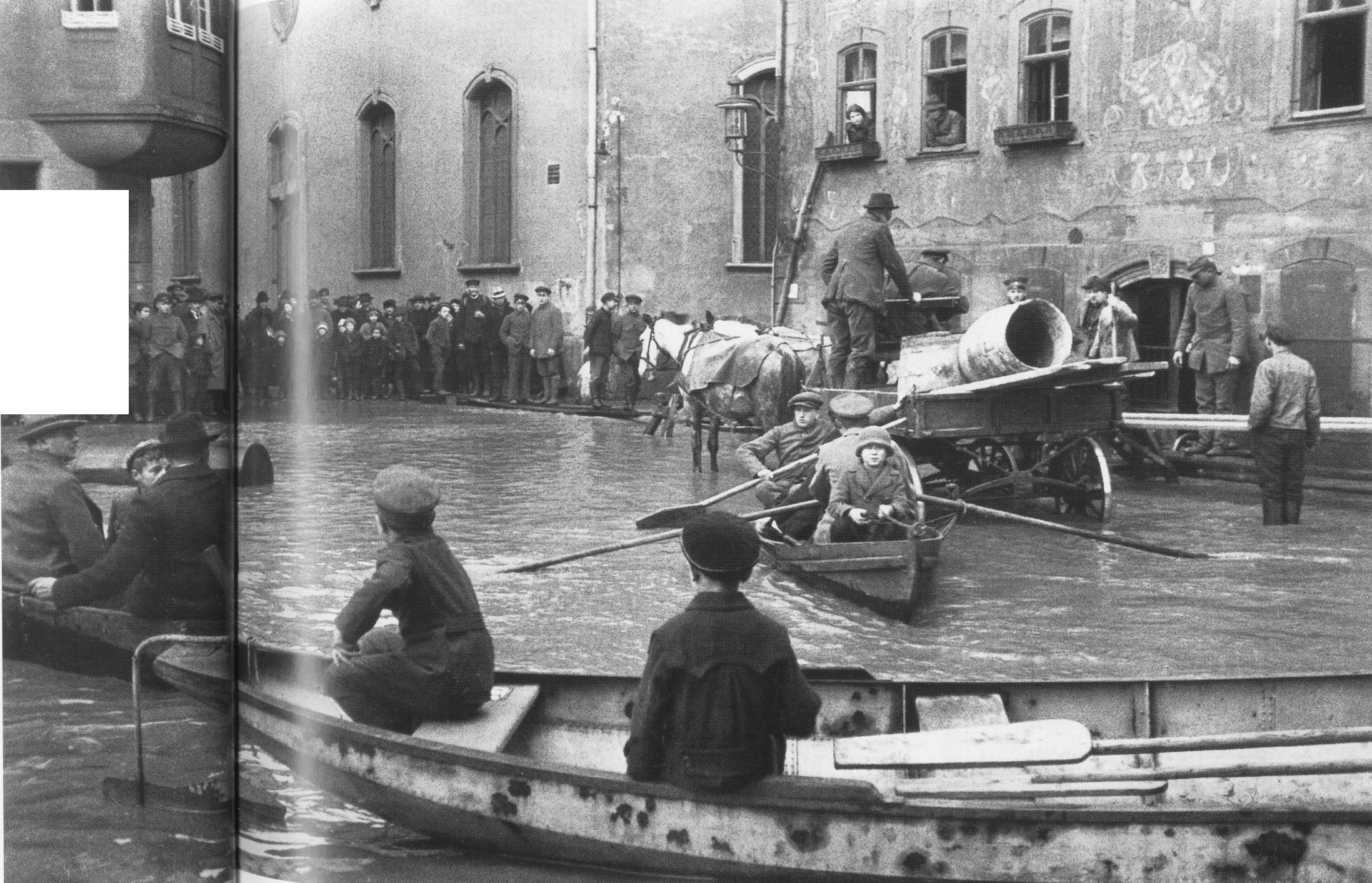
Crue historique à Wetzlar, photographie d'Oskar Barmak, 1920

Oskar Barnack, né le 1er novembre 1879 à Lynow, province de Brandebourg, et mort le 16 janvier 1936 à Bad Nauheim, est un photographe et inventeur allemand. Il a réalisé le premier prototype d'un appareil photographique compact 24 × 36 mm en 1913.

## Biographie
Ingénieur en mécanique de précision chez Leica engagé en 1911, Oskar Barnack souffre d'asthme. Il veut réduire la taille et le poids des appareils photographiques pour les prises de vue en extérieur.
Entre 1913 et 1914, il adapte le format de film 35 mm, utilisé par le cinéma, à la photographie, créant ainsi le premier appareil photographique argentique de « petit format ». Il invente le concept de petit négatif, à partir duquel on peut faire un tirage positif par agrandissement dans un local adapté aux travaux photographiques.
Oskar Barnack est aussi un photographe, parmi les premiers à réaliser des reportages montrant la relation de l'homme et de son environnement. Par exemple, il prend une série de clichés de la crue historique à Wetzlar en 1920, considéré comme le premier reportage réalisé avec un appareil 35 mm.
Le prix Oskar-Barnack est créé en son honneur en 1979, en célébration du centenaire de sa naissance.